# 雅各布·格奧爾格·阿加德
雅各布·格奧爾格·阿加德（Jacob Georg Agardh，1813年12月8日—1901年1月7日）是一位瑞典植物學家和分類學者。 著有《Species, Genera et Ordines Algarum》（4 vols., Lund, 1848-63）
他是卡爾·阿道夫·阿加德之子，1854年至1879年間任隆德大學植物學教授。 1862年為隆德哥德堡植物園設計了藍圖。
1849年成為瑞典皇家科學院院士，1878年成為美國文理科學院外籍榮譽院士。

## 所命名的分類
（列表可能不完整）
- 1个雅各布·格奧爾格·阿加德命名的生物分类

## 擴展閱讀
- Eriksson, Gunnar. .  1. New York: Charles Scribner's Sons: 70–71. 1970. ISBN 0-684-10114-9.